# Białe noce (opowiadanie)
Białe noce (ros. Белые ночи) – opowiadanie Fiodora Dostojewskiego wydane w 1848.

## Historia powstania
Białe noce zostały napisane przez Dostojewskiego w październiku i listopadzie 1848 i po raz pierwszy opublikowane w czasopiśmie "Otieczestwiennyje zapiski" (nr 12/1848) z dedykacją dla poety A. N. Pleszczejewa, przyjaciela z młodości Dostojewskiego. 
Opowiadanie nosi podtytuł Powieść sentymentalna. Ze wspomnień marzyciela. Jako motto dla utworu autor wybrał słowa Iwana Turgieniewa z wiersza Kwiatek (1843):
...Albo został on stworzony, żeby pobyć choć chwilę obok serca twojego?...
Utwór składa się z sześciu rozdziałów (Pierwsza noc, Druga noc, Historia Nastieńki, Trzecia noc, Czwarta noc, Ranek).

## Treść
Opowiadanie jest historią o samotnym człowieku, marzycielu, który nie odnalazł szczęścia. Akcja toczy się podczas białych nocy, skąd wziął się tytuł utworu. Podstawą akcji jest trójkąt miłosny (Marzyciel - Nastieńka - Lokator). Jednakże Nastieńka pozostając wierna swemu uczuciu porzuca Marzyciela przepraszając za zdradę w liście. Główny bohater wybacza jej i mimo wszystko nadal ją kocha. W czasie akcji opowiadania będą w nim zachodzić zmiany i jego zrozumienie świata fantastycznego stanie się mniej rzeczywiste, niż świata realnego. 
W utworze została opowiedziana tragiczna historia Nastieńki, która całe swoje dzieciństwo przeżyła razem ze swoją ślepą babcią, trafiwszy do niej po śmierci rodziców, przypięta szpilką do jej sukni. Żyły z emerytury babci. Przez cały ten czas bohaterka chciała uciec, ale nie mogła się na to zdecydować, babcia nie mogłaby przeżyć w samotności, a przecież Nastieńka kochała ją choć trochę. Wszystko się zmieniło, gdy przyjechał do nich lokator, któremu żal się zrobiło dziewczyny. Nastia zakochała się i zamierzała wyjechać wraz z nim, jednak mężczyzna był bardzo biedny i obiecał wrócić za rok. Termin minął, i Lokator znajduje się w mieście, ona o tym wie, lecz on ciągle do niej nie przychodzi. W dni zwątpienia poznała Marzyciela, który zakochał się w niej, a ona widzi w nim jedynie pokrewną duszę. Nastieńka jest najbardziej znaczącym wydarzeniem w jego życiu, a on jest dla niej tylko podporą na trudne dni...
Autor głównym bohaterem uczynił młodzieńca, uciekającego w schillerowską „krainę ideału”. Jednak w miłości nadał mu cechy „zbędnego człowieka”, znanego w literaturze rosyjskiej z twórczości Aleksandra Puszkina. Bohater Białych nocy ponosi klęskę swych miłosnych iluzji.

## Bohaterowie
- Marzyciel
- Nastieńka
- Babcia
- Lokator
- Tekla
- Matriona

Prototypem Marzyciela, głównego bohatera Białych nocy, był być może A. N. Pleszczejew, któremu Dostojewski zadedykował utwór.

## Ekranizacje
- Białe noce (Le notti bianche)- reż. Luchino Visconti, Włochy, 1957
- Białe noce - reż. Merab Dżaliaszwili, ZSRR, 1958
- Białe noce - reż. Iwan Pyriew, ZSRR, 1959
- Oszustwo (Chhalia)- reż. Manmohan Desai, Indie, 1960
- Cztery noce marzyciela (Quatre nuits d'un rêveur)- reż. Robert Bresson, Francja, 1971
- Białe noce - reż. Leonid Kwinichidze, Rosja, 1992
- Krok po kroku (Ahista Ahista)- reż. Shivam Nair, Indie, 2006
- Ukochana (Saawariya)- reż. Sanjay Leela Bhansali, Indie, 2007
- Kochankowie (Two Lovers)- reż. James Gray, USA, 2008
- Strangely in love - reż. Amin Matalqa, USA, 2014

Film pt. Białe noce w reż. Taylora Hackforda (USA, 1985) nie ma żadnego związku z opowiadaniem Dostojewskiego.